# Графтон Еліот Сміт

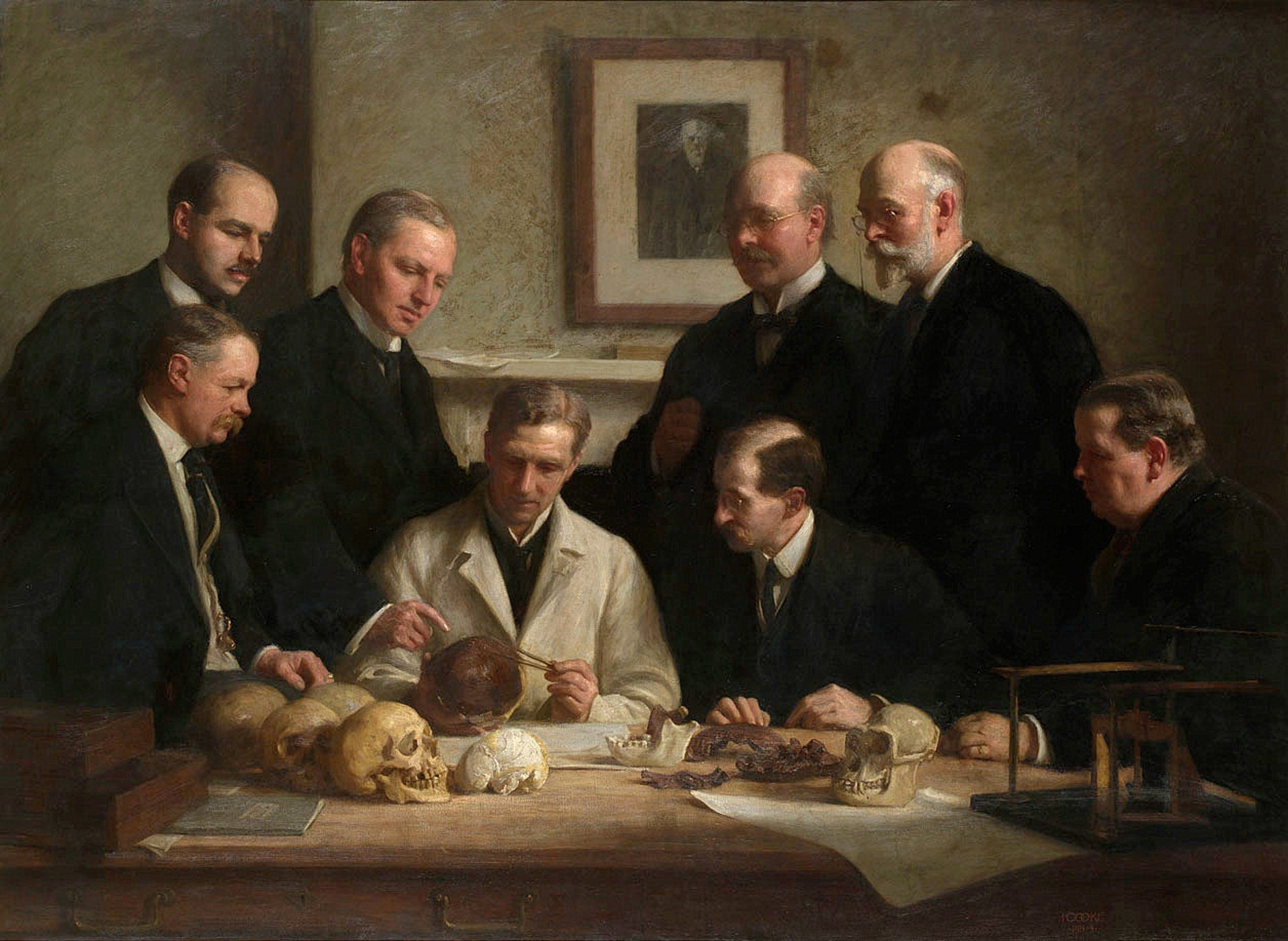
Ґрафтон Еліот Сміт (третій зліва) з колегами-дослідниками та фрагменти так званої Пілтдаунської людини (приблизно 1910 р.)

Графтон Еліот Сміт (15 серпня 1871, Графтон, Новий Південний Уельс - 1 січня 1937, Лондон ) — австралійський анатом, антрополог і єгиптолог. 
Сміт був професором анатомії в Каїрі від 1900 до 1909 року, професором анатомії в Манчестерському університеті від 1909 до 1919 року і в Університетському коледжі Лондона від 1919 до 1937 років.
Разом з Вільямом Джеймсом Перрі (1887–1949) він підтримував течію за геліоцентричного дифузіонізму, який вважав стародавній Єгипет колискою людської культури.
Сміт був членом Королівського товариства з 1907 року, і був нагороджений Королівською медаллю в 1912 році. У 1934 році він був обраний почесним членом Единбурзького королівського товариства.

## Твори
- 1901: The Natural Subdivision of the Cerebral Hemisphere.
- 1902: The Primary Subdivisions of the Mammalian Cerebellum.
- 1911: The Ancient Egyptians and the origin of Civilization. London/New York, Harper & Brother.
- 1912: Catalogue of the Royal Mummies in the Museum of Cairo; Kairo.
- 1916: On the Significance of the geographical distribution of Mummification - a study of the migrations of peoples and the spread of certain customs and beliefs.
- 1917: Shell Shock and Its Lessons; (у співавторстві з Tom Hatherley Pear; Neuausgabe: Kessinger Publishing, LLC; 21. Februar 2008; ISBN 978-0548900130).
- 1919: The Evolution of the Dragon.
- 1923: Tutankhamen and the Discovery of his Tomb.
- 1924: Evolution of Man: Essays; 2. Auflage 1927.
- 1930: Human History.
- 1933: The Diffusion of Culture. London, Watts.

## Вебпосилання
- Бібліографія. Графтон Еліот Сміт // Німецька національна бібліотека
- Роботи про Графтон Еліот Сміт // Цифрова бібліотека Німеччини
- Eintrag zu Smith, Sir, Grafton Elliot (1871 - 1937) im Archiv der Royal Society, London